# Chicago Red Stars
O Chicago Red Stars é um clube de futebol feminino norte-americano baseado em Chicago, Illinois. A equipe participa da National Women's Soccer League (NWSL) e manda seus jogos no Toyota Park. O time foi membro fundador da Women's Professional Soccer (WPS), liga onde jogou as temporadas de 2009 e 2010. Após deixar a WPS em dezembro de 2010 devido a problemas financeiros, o time se reorganizou e se juntou à Women's Premier Soccer League, onde jogou a temporada de 2011. Em 2012, o Red Stars competiu na Women's Premier Soccer League Elite, no único ano em que essa liga existiu. O clube é membro fundador da National Women's Soccer League e desde 2013 joga nessa liga.

## História

### Women's Professional Soccer (WPS)

#### Fundação (2006–2009)
Em 2006, foi anunciado que Chicago teria um time na nova liga profissional de futebol feminino que estava em desenvolvimento. O clube eventualmente se juntou a seis outras equipes, Washington Freedom, Boston Breakers, Los Angeles Sol, FC Gold Pride, Sky Blue FC e Saint Louis Athletica para a temporada inaugural da Women's Professional Soccer (WPS) in 2009.
Marcia McDermott, ex-técnica dos times de futebol feminino da Universidade Northwestern e do Carolina Courage na Women's United Soccer Association, foi anunciada como Diretora Geral do time.
Em 3 de junho de 2008, o nome "Red Stars" foi anunciado em um cerimônia no Toyota Park. O nome se refere às quatro estrelas de seis pontas presentes na bandeira de Chicago. Cada estrela representa um evento importante da história da cidade: Fort Dearborn, o Grande incêndio de Chicago, a Exposição Universal de 1893 e a Exposição Universal de 1933. Outros nomes considerados à epoca foram: Progress, Towers, Union, Blues, 1871 e Wind. "Red Stars" foi escolhido por votação popular em uma eleição de dois meses feita entre os futuros torcedores do time.

#### Temporada Inaugural (2009)
O Chicago Red Stars ganhou seu jogo de estreia na liga, 1-0 contra o Saint Louis Athletica. Nessa partida, Lindsay Tarpley marcou o primeiro gol da história do time. A equipe seguiu sua trajetória com dois empates, 1-1 contra o Washington Freedom e 0-0 contra o Sky Blue FC, e uma goleada de 4-0 contra o Boston Breakers, estabelecendo assim o melhor começo de temporada entre todos os times da WPS com exceção do Los Angeles Sol que eventualmente se sagraria campeão. Esses quatro primeiros jogos pareciam dar razão àqueles que colocavam o Red Stars entre os melhores times da liga, devido à presença de inúmeras jogadoras da Seleção Americana e de outras seleções do mundo.
Apesar do início promissor, o Red Stars ficou sem vencer pelas nove partidas seguintes. Seus melhores resultados nesse período foram três empates fora de casa. O time ficou 451 minutos sem marcar sequer um gol. Em 1 de julho de 2009, em um jogo em casa, seu oponente, o Washington Freedom, marcou primeiro com Abby Wambach. Parecia que o período sem vitórias iria continuar, mas com gols de Cristiane e Lindsay Tarpley a equipe entrou para a história como o primeiro time a virar um jogo na WPS. Em seguida, a equipe voltou a vencer, dessa vez acabou ficando fora dos play offs, terminando o campeonato em sexto lugar.

#### Temporada de 2010
O Red Stars iniciou a segunda temporada com grandes esperanças e muitas caras novas no elenco. Em seu primeiro jogo, o time perdeu de 1 à 0 para o Sky Blue FC, apesar de dominar boa parte do jogo e criar bem mais chances que seu adversário. Um empate em casa por 1-1 em seu segundo jogo, deu à equipe seu primeiro ponto na temporada.
Após a temporada de 2010 (em que o time terminou novamente em sexto lugar), a equipe deixou a WPS em 13 de dezembro do mesmo ano, devido a sua incapacidade de alcançar os requerimentos financeiros da liga para a temporada de 2011.

### Women's Premier Soccer League (WPSL)

#### Temporada de 2011
O Red Stars se juntou-se à Women's Premier Soccer League para a temporada de 2011. O time mandava seus jogos no Village of Lisle-Benedictine University Sports Complex, um complexo esportivo nos subúrbios de Chicago.
O novo elenco do clube, consistia majoritariamente de jogadoras das seleções americanas sub-20 e sub-23, além de jogadoras que ainda frequentavam a universidade. As primeiras jogadoras incluídas no elenco foram três jogadoras que já haviam jogado na WPS, incluindo duas que foram parte do elenco do Red Stars em 2010. A equipe era agora dirigida por Rory Dames, um técnico nativo de Chicago. O clube também manteve suas atividades comunitárias na área de Chicago, atráves de seus programas de incentivo à pratica do futebol.
O time terminou a temporada regular com um recorde de 10 vitórias e apenas uma derrota. A equipe sediou as partidas das semi finais e final. Na semi-final, O Red Stars bateu o Tampa Bay Hellenic por 2-1, contudo na final o time perdeu para o Orange County Waves pelo mesmo placar.

### Women's Premier Soccer League Elite (WPSLE)

#### Temporada de 2012
Em 2012, o Red Stars junto com outros dois ex-times da WPS, Boston Breakers e Western New York Flash, juntou-se à recém-criada Women's Premier Soccer League Elite. Além das três equipes, outros cinco times da WPSL se juntaram a nova liga, ASA Chesapeake Charge, FC Indiana, New England Mutiny, New York Fury e Philadelphia Fever.
O Red Stars terminou a liga em quarto lugar, se classificando para os play offs e eventualmente chegando à final, onde o time perdeu para o Western New York Flash por 4-2 nos pênaltis, depois de empatarem por 1-1 no tempo regulamentar. Impressionantemente, o time ainda venceu o USASA National Women's Open, uma copa para times de futebol feminino amadores e semi-profissionais, com apenas metade do elenco, já que a final da copa ocorreu ao mesmo tempo que a partida final do Red Stars na temporada regular da WPSLE, contra o New York Fury.

### National Women's Soccer League (NWSL)
Em novembro de 2012, foi anunciado que o Red Stars seria um dos oitos times da nova liga americana profissional de futebol feminino. A liga, que naquele momento ainda não tinha um nome, começaria a ser disputada na primavera de 2013 e seria subsidiada pelas federações de futebol dos Estados Unidos, Canadá e México.

#### Temporada de 2013
A temporada inaugural do time na NWSL começou com dois empates e quatro derrotas. A chegada no meio da temporada de duas alemãs, Sonja Fuss e Inka Grings, de alguma forma reavivou o time, mas não foi suficiente para que a equipe se classificasse para as semi-finais. Naquele ano, o Red Stars jogou 22 partidas, com 8 vitórias, 8 empates e 6 derrotas, terminando em sexto na temporada regular.

#### Temporada de 2014
Em 2014, o Red Stars terminou a temporada regular em quinto lugar, um posição acima do ano anterior. A equipe, passou uma parte da temporada esperando a jogadora da seleção americana Christen Press se juntar ao time, depois de completado seu contrato com uma outra equipe da Europa. O time também teve que esperar a recuperação física da jogadora da seleção canadense Melissa Tancredi. Além disso, em maio o Red Stars assinou com mais duas jogadoras internacionais, Abby Erceg e Emily van Egmond. Apesar da chegada tardia das quatro jogadoras, no final de maio o time tinha vencido seis partidas, empatado uma e perdido outras duas. O bom desempenho se deveu principalmente à boas atuações das novatas, Julie Johnston, Vanessa DiBernardo, Hayley Brock, Jen Hoy, Rachel Quon e das veteranas Lori Chalupny, Michelle Wenino e Karina LeBlanc. Contudo, resultados ruins durante os meses de junho e julho (quando o time venceu apenas uma das 11 partidas que disputou), dificultaram a classificação da equipe para os play-offs. No final, Red Stars e Washington Freedom disputaram cabeça a cabeça a quarta (e última) vaga para os play-offs, sendo que o Freedom se classificou deixando de fora a equipe de Chicago.

#### Temporada de 2015
O Red Stars começou a temporada de 2015 com três partidas em casa. Uma vitória por 3-2 em cima do Seattle Reign FC, um empate por 2-2 contra o Portland Thorns FC e outra vitória de 1-0 em cima do Sky Blue FC. Christen Press marcou quatro dos cinco primeiros gols da equipe na temporada e foi escolhida pela liga como a "Melhor Jogadora do Mês de April". Com as jogadoras de todas seleções fora devido à Copa do Mundo de Futebol Feminino de 2015, a novata Sofia Huerta marcou vários gols em apenas dois jogos e foi eleita pela liga como a "Melhor Jogadora da Semana" por duas vezes seguidas, na quinta e na sexta semana da temporada. Em junho, Huerta foi premiada como "Melhor Jogadora" daquele mês. O time ficou em primeiro lugar da liga da quarta até a décima terceira semana, eventualmente terminando a temporada regular em segundo lugar. Contudo, nas semi-finais a equipe foi eliminada pelo FC Kansas City.

#### Temporada de 2016
Depois de uma boa temporada em 2015, a equipe esperava repetir as boas atuações também em 2016. O time terminou a temporada regular em terceiro lugar e jogou as semi-finais em Boyds, Maryland contra o Washington Spirit em 30 de setembro de 2016. Na ocasião, o time perdeu por 2-1 e mais uma vez foi eliminado da disputa pelo campeonato, falhando pela segunda vez seguida em sua tentativa de chegar a grande final. Nessa temporada, o Red Stars voltou a mandar seus jogos no Toyota Park, estádio que o time não jogava de forma regular desde 2010, quando ainda estava na WPS.

#### Temporada de 2017
Em 2017, pela terceira vez consecutiva o Red Stars conseguiu chegar aos play-offs da liga e pela terceira vez consecutiva o time foi eliminado nas semi-finais. Dessa vez, perdendo de 1-0 para o North Carolina Courage em Cary, Carolina do Norte com um gol marcado aos 44 minutos do segundo tempo de jogo.

## Escudo e cores do time
O logotipo primário do time combina duas imagens heráldicas de Chicago: o formado do escudo foi tirado de seu equivalente presente dentro do selo oficial da cidade de Chicago. As cores, faixas e estrelas na logo são todas inspiradas nos simbolismos presentes na bandeira da cidade de Chicago, com as duas faixas azuis representando os dois braços do Rio Chicago. Os seis pontos na estrela maior no centro da logo da equipe, também têm seus significados:
- Entretenimento (ponto mais alto)
- Serviço (próximo ponto no sentido horário)
- Sucesso
- Communidade
- Trabalho em equipe
- Liderança

A logo e toda a identidade visual do time foram desenvolvidas em conjunto pelas empresas Adrenalin, Inc. e jlmvisual.

## Estádios

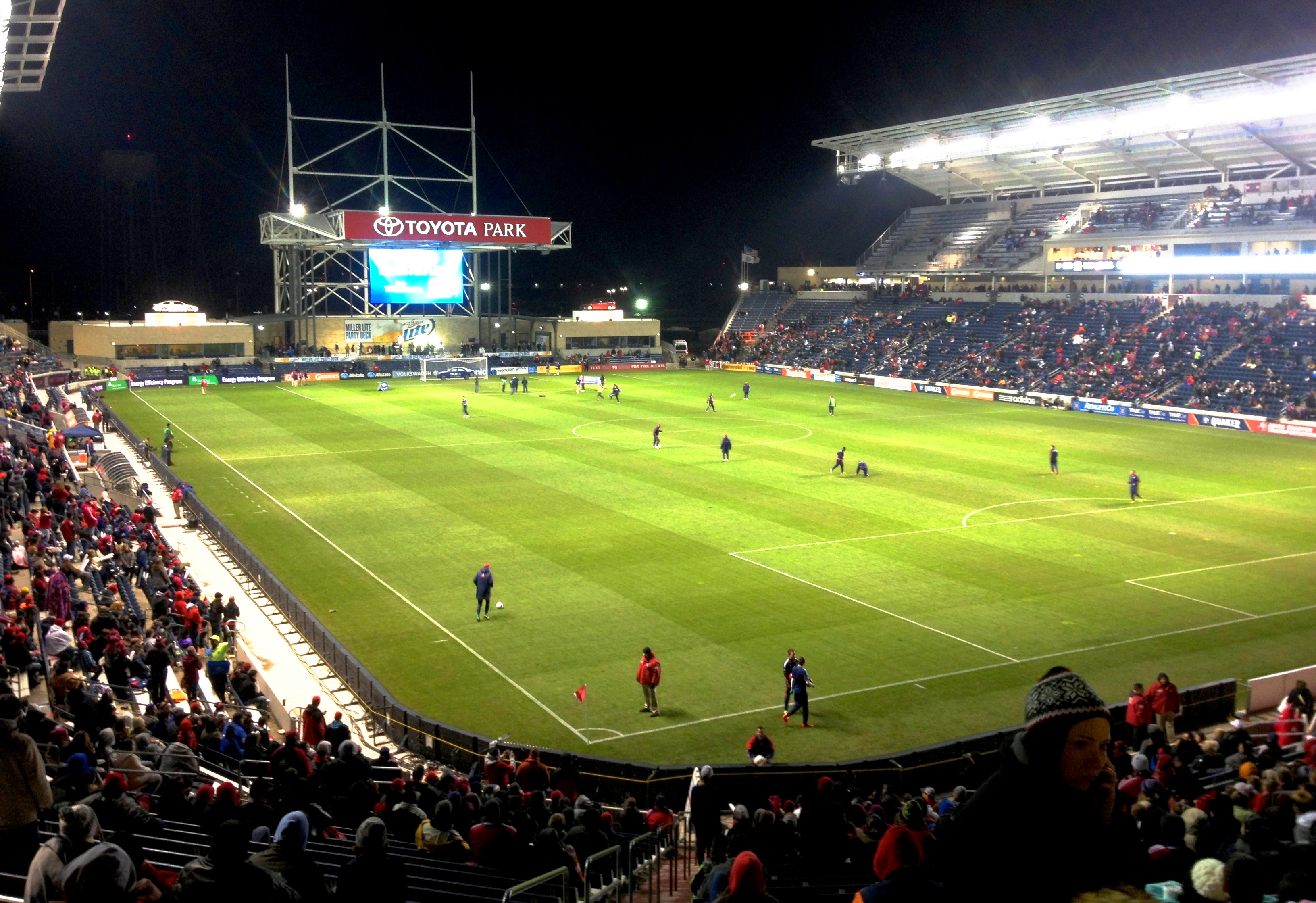
O Toyota Park em 9 de março de 2013

Durante sua passagem pela Women's Professional Soccer, o time mandava seus jogos no Toyota Park, um estádio específico para a prática do futebol e com capacidade para 20,000 pessoas. O local é também onde o Chicago Fire manda seus jogos.
De 2011 a 2015, durante sua passagem pela Women's Premier Soccer League, Women's Premier Soccer League Elite e no ínício de sua carreira na National Women's Soccer League, O Red Stars mandava seus jogos no Village of Lisle-Benedictine University Sports Complex, um complexo esportivo universitário, com capacidade para 3,000 pessoas. Na temporada de 2012, enquanto o time estava na Women's Premier Soccer League Elite algumas de suas partidas em casa eram jogadas no Concordia University Chicago Athletic Complex em River Forest, Illinois e também no Lakeside Athletic Field na Universidade Northwestern em Evanston, Illinois, devido aos trabalhos de reforma do campus da Benedictine University.
Em dezembro de 2015, o Chicago Red Stars anunciou que a partir da temporada de 2016, todas as suas partidas em casa seriam jogadas no Toyota Park, indicando assim um retorno do time ao seu estádio original.

## Donos

### WPS (2009–2010)
O grupo de investimentos "The Chicago Professional Women's Soccer, LLC" foi o dono do Chicago Red Stars de 2009 a 2010, durante o tempo em que o time estava na Women's Professional Soccer. Em abril de 2010, o grupo de diretores que comandava a equipe era formado por Gary Weaver, Jim Willett e Arnim Whisler. The Illinois Women's Soccer League (IWSL) também se tornou um dos parceiros do time. Além do IWSL, o grupo de acionistas que lideravam o clube era composto por John (Jack) Cummins, Robert e Susan Morrison, Jim e Kathi Willett, Dale Weaver, Gary Weaver, Pin Ni, Dong Li, Arnim Whisler, Dean Egerter, Stephen Ritchie and Peter Wilt.

### WPSL (2011), WPSL E (2012) e NWSL (2013–present)
Arnim Whisler foi o único investidor que ficou depois da temporada de 2010. Ele decidiu continuar as atividades do time, levando à equipe para uma liga menor, a WPSL, enquanto tentava reorganizar o clube.
Whisler ainda é o único dono do Chicago Red Stars.

## Transmissão dos jogos
A partir de 2017 todos os jogos do Red Stars são transmitidos com exclusividade para o público americano via streaming pelo Go90 e para o público internacional através do site da NWSL. Como parte do acordo de três anos entre a NWSL e a A&E Networks, o canal Lifetime transmite um jogo da liga por semana aos sábados à tarde, em um programa chamado "Jogo da Semana da NWSL". Na temporada de 2017, cinco partidas do Red Stars foram transmitidas nacionalmente no "Jogo da Semana" em 6 de maio, 17 de junho, 22 de julho e em 23 e 30 de setembro de 2017.

## Estatísticas do time

### Chave
| - WPS = Women's Professional Soccer - WPSL = Women's Premier Soccer League - WPSL E = Women's Premier Soccer League Elite - NWSL = National Women's Soccer League | - DNQ = Não se classificou - DNE = Não entrou na competição |

| Campeão | Vice-campeão |

### Seasons
| Temporada | Divisão | J    | V    | E    | D    | F    | C    | Pts  | Pos  | Liga Playoffs | Open Cup |
| Temporada | Liga    | Liga | Liga | Liga | Liga | Liga | Liga | Liga | Liga | Liga Playoffs | Open Cup |
| --------- | ------- | ---- | ---- | ---- | ---- | ---- | ---- | ---- | ---- | ------------- | -------- |
| 2009      | WPS     | 20   | 5    | 5    | 10   | 18   | 25   | 20   | 6°   | DNQ           | DNE      |
| 2010      | WPS     | 24   | 7    | 6    | 11   | 21   | 27   | 27   | 6°   | DNQ           | DNE      |
| 2011      | WPSL    | 10   | 8    | 1    | 1    | 38   | 7    | 25   | 1°   | Vice-campeão  | DNE      |
| 2012      | WPSL E  | 14   | 9    | 1    | 4    | 26   | 11   | 28   | 4°   | Vice-campeão  | Campeão  |
| 2013      | NWSL    | 22   | 8    | 6    | 8    | 32   | 36   | 30   | 6°   | DNQ           | DNE      |
| 2014      | NWSL    | 24   | 9    | 8    | 7    | 32   | 26   | 35   | 5°   | DNQ           | DNE      |
| 2015      | NWSL    | 20   | 8    | 9    | 3    | 31   | 22   | 33   | 2°   | Semi-Finais   | DNE      |
| 2016      | NWSL    | 20   | 9    | 6    | 5    | 24   | 20   | 33   | 3°   | Semi-Finais   | DNE      |
| 2017      | NWSL    | 24   | 11   | 6    | 7    | 33   | 30   | 39   | 4°   | Semi-Finais   | DNE      |

## Jogadoras e comissão técnica

### Elenco atual
- Elenco atualizado em 19 de junho de 2018.[34][35]

### Comissão Técnica
Rory Dames tem sido o técnico do Red Stars desde 2011 quando o time ainda jogava a WPSL.

#### Técnicos
- Rory Dames (2011–present)
- Omid Namazi (2010)
- Emma Hayes (2009–2010)

### Maiores Artilheiras da História do Time (NWSL)
| Ranking | Jogadora           | Gols |
| ------- | ------------------ | ---- |
| 1       | Christen Press     | 35   |
| 2       | Sofia Huerta       | 22   |
| 3       | Jen Hoy            | 12   |
| 4       | Alyssa Mautz       | 10   |
| 5       | Vanessa DiBernardo | 7    |

Jogadoras em negrito ainda jogam pelo Red Stars.

### Jogadores históricos
Os ex-membros do Red Stars que jogaram por suas respectivas seleções enquanto ainda faziam parte do time são:
| - Heather Garriock - Mary Therese McDonnell - Lydia Williams - Cristiane - Erin McLeod - Carmelina Moscato - Karina LeBlanc - Karen Carney - Katie Chapman - Sonja Fuss - Inka Grings - Shannon McDonnell | - Maribel Domínguez - Abby Erceg - Amanda Da Costa - Ifeoma Dieke - Verónica Boquete - Kosovare Asllani - Caroline Jönsson - Frida Östberg - Danesha Adams - Shannon Boxx - Lori Chalupny - Marian Dalmy | - Whitney Engen - Sofia Huerta - Carli Lloyd - Jillian Loyden - Kate Markgraf - Kristie Mewis - Ella Masar - Leslie Osborne - Christen Press - Megan Rapinoe - Lindsay Tarpley |

## Honras
- Campeão da US Open Cup de 2012.

### Prêmios do time
| Ano  | Liga  | Melhor Jogadora do Time | Chuteira de Ouro! | Chuteira de Ouro! | Defensora do Ano | Referência |
| Ano  | Liga  | Melhor Jogadora do Time | Vencedora         | Gols              | Defensora do Ano | Referência |
| ---- | ----- | ----------------------- | ----------------- | ----------------- | ---------------- | ---------- |
| 2009 | WPS   | Cristiane               | Cristiane         | 7                 |                  |            |
| 2010 | WPS   |                         | Ella Masar        | 8                 |                  |            |
| 2011 | WPSL  |                         | Amanda Cinalli    | 10                |                  |            |
| 2012 | WPSLE |                         | Lauren Fowlkes    | 7                 |                  |            |
| 2013 | NWSL  | Lori Chalupny           | Lori Chalupny     | 5                 | Sonja Fuss       | [ 36 ]     |
| 2014 | NWSL  | Lori Chalupny           | Christen Press    | 6                 | Julie Johnston   | [ 37 ]     |
| 2015 | NWSL  | Christen Press          | Christen Press    | 10                | Julie Johnston   | [ 38 ]     |
| 2016 | NWSL  | Christen Press          | Christen Press    | 8                 | Julie Johnston   | [ 39 ]     |
| 2017 | NWSL  | Julie Johnston          | Christen Press    | 11                | Casey Short      |            |

### Prêmios individuais da WPS
- Natalie Spilger – "Atleta do Ano da WPS", 2010